# Alexander Jurjewitsch Katschanowski
Alexander Jurjewitsch Katschanowski (russisch Александр Юрьевич Качановский; * 8. Dezember 1984 in Kalocsa, Ungarn) ist ein russischer Biathlet.

## Leben
Alexander Katschanowski gab seinen internationalen Einstand bei den Junioren-Europameisterschaften 2004 in Minsk. Im Einzel lief er auf den 19. Platz, im Sprint wurde er Zwölfter und verbesserte sich in der Verfolgung bis auf den vierten Rang. Zum Beginn der Saison 2004/05 gab der Russe sein Debüt im Biathlon-Europacup der Junioren. Schon das dritte Rennen, einen Sprint in Geilo gewann er, nachdem er zuvor in den Rennen Dritter und Zweiter geworden war. In der Saison erreichte er in allen Rennen einstellige Resultate.
Seit Sommer 2005 tritt Katschanowski bei den Erwachsenen an. Die ersten Rennen in diesem Bereich lief er im Rahmen der Sommerbiathlon-Weltmeisterschaften 2005 in Muonio. Er gewann dort die Titel im Sprint und in der Verfolgung sowie Silber mit Alexei Kobelew, Oleg Rudenko und Iwan Bogdanow im Staffelrennen hinter dem tschechischen Team. Im Massenstart kam ein achter Rang hinzu. Zu Beginn der Saison 2005/06 trat er erstmals im Europacup an. Erstes Resultat war ein 55. Rang in einem Einzel von Obertilliach. Bei den Sommerbiathlon-Weltmeisterschaften 2006 in Ufa trat er erneut an und erzielte gute Ergebnisse. Im Sprint wurde Katschanowski Fünfter und in der Verfolgung Vierter. Die nächsten Erfolge schaffte Katschanowski bei den Sommerbiathlon-Europameisterschaften 2008 in Bansko, wo er den Titel im Massenstart wie auch im Mixed-Staffelrennen gewann und hinter Alexei Katrenko Zweiter im Sprint wurde. Die Sommerbiathlon-Europameisterschaften 2009 in Nové Město na Moravě brachten den Titel im Sprintrennen sowie gemeinsam mit Tatjana Belkina, Ljudmila Solomatina und Alexei Katrenko mit der Mixed-Staffel. Im Massenstart musste er sich nur Ruslan Nasirov geschlagen geben. Damit war Katschanowski erfolgreichster Teilnehmer der Titelkämpfe. Weniger erfolgreich verliefen die Sommerbiathlon-Europameisterschaften 2010 in Osrblie, bei denen er Siebter des Sprints und Fünfter der Verfolgung wurde und damit die Qualifikation für die Mixed-Staffel verpasste.
Wieder erfolgreicher verliefen die Sommerbiathlon-Europameisterschaften 2011 in Martell. Katschanowski wurde hinter Sergei Balandin sowohl im Sprint wie auch in der Verfolgung Zweitplatzierter und gewann mit diesem und Olga Prokopjewa und Natalja Solowjowa den Titel im Mixed-Staffelrennen.